# Ischnolepis
Ischnolepis è un genere estinto di pesci ossei appartenente alla famiglia †Brookvaliidae, nell’ordine †Redfieldiiformes. Il genere è rappresentato da un’unica specie conosciuta, †Ischnolepis bancrofti, basata su fossili ritrovati in Zambia e risalenti al Triassico inferiore.

## Etimologia
Il nome del genere, Ischnolepis, deriva dal greco *ischnos* ("snello") e *lepis* ("scaglia"), in riferimento alla forma affusolata del corpo e alle piccole scaglie dell’animale. Il nome specifico, bancrofti, onora J. A. Bancroft, che contribuì alla raccolta e donazione dei fossili.

## Descrizione
Ischnolepis bancrofti era un pesce di piccole dimensioni, con una lunghezza massima di circa 75 mm. Il corpo era fusiforme, con un capo che occupava circa un quinto della lunghezza totale. Il punto di massima profondità corporea si trovava in corrispondenza delle pinne pelviche.
La dentatura era differenziata: nella parte anteriore delle mascelle e mandibole erano presenti denti sottili, appuntiti e ben distanziati, mentre nella porzione posteriore i denti erano più robusti e ravvicinati. Il sospensorio mandibolare era obliquo, e l’apertura boccale moderatamente ampia.
L'apparato opercolare era relativamente ridotto, ma l'interopercolo era ben sviluppato. Era presente un osso a forma di "X" davanti al preopercolo. Le pinne erano dotate di fulcri biforcati distalmente, articolati (eccetto nelle pinne pettorali). Le pinne pelviche erano a base lunga, mentre la pinna pettorale era a base corta. La pinna dorsale era alta nella parte anteriore e si opponeva a quella anale, che era lunga, appuntita anteriormente e si estendeva quasi fino alla base della pinna caudale.
La pinna caudale era quasi equilobata, con lobo corporeo che non si estendeva fino all'estremità distale e terminava in modo relativamente smussato.
Le scaglie erano piccole, romboidali, disposte in file leggermente sigmoidee dal dorso al ventre. La linea laterale era ben evidente e circondata da fini tubuli sensoriali.

## Classificazione
Ischnolepis bancrofti venne descritto per la prima volta da Haughton nel 1934, sulla base di fossili ritrovati nella valle di Lunsemfwa in Zambia. L’orizzonte geologico è ritenuto corrispondente alla parte inferiore dello Stormberg Group, nel supergruppo del Karoo, e i fossili risalgono al Triassico inferiore.  
Due esemplari provenienti dalla zona di Argana in Marocco sono stati ascritti a questo genere, ma in seguito sono stati considerati appartenere a un altro genere di redfieldiiformi. 
Ischnolepis è stato attribuito alla famiglia †Brookvaliidae sulla base delle caratteristiche morfologiche comuni con altri redfieldiiformi. È affine a generi come Brookvalia e Atopocephala, ma si distingue per la particolare combinazione di morfologia delle pinne, dentatura e disposizione delle scaglie.

## Paleobiologia
L’anatomia di Ischnolepis suggerisce che fosse un piccolo pesce attivo, probabilmente predatore, capace di nuotare agilmente grazie al corpo affusolato e alla pinna caudale sviluppata simmetricamente. Le caratteristiche della dentatura indicano un’alimentazione mista, con la capacità di afferrare prede morbide o piccoli invertebrati acquatici.